# Neaetha aegyptiaca
Neaetha aegyptiaca är en spindelart som beskrevs av Denis 1947. Neaetha aegyptiaca ingår i släktet Neaetha och familjen hoppspindlar. Inga underarter finns listade i Catalogue of Life.